# Erateina pelorica
Erateina pelorica är en fjärilsart som beskrevs av Druce 1892. Erateina pelorica ingår i släktet Erateina och familjen mätare. Inga underarter finns listade i Catalogue of Life.